# Taphonia semifasciata
Taphonia semifasciata là một loài bướm đêm trong họ Noctuidae.